# ليسوم ليني
ليسوم ليني (الاسم العلمي: Illicium linnaei) هو نوع نباتي يتبع جنس الليسوم من فصيلة الشزندرية.